# Simesia olmii
Simesia olmii är en fjärilsart som beskrevs av Emilio Berio 1937. Simesia olmii ingår i släktet Simesia och familjen tandspinnare. Inga underarter finns listade i Catalogue of Life.